# Cúp Acrylic

Giải thưởng Local Hero Award ITV

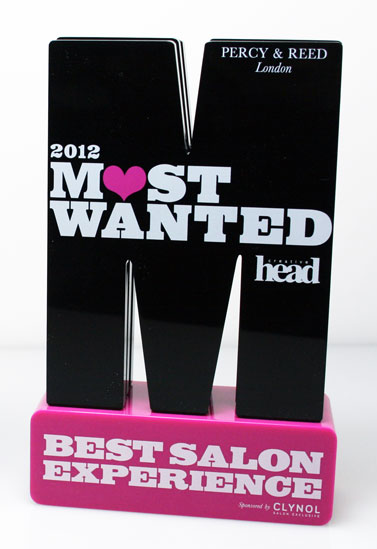
Giải thưởng "Most Wanted" năm 2012

Cúp acrylic là giải pháp thay thế cho cúp bằng kính hoặc pha lê truyền thống. Thủy tinh acrylic có thể được đúc thành nhiều dạng khác nhau và được tùy chỉnh thành hình dạng giống như sản phẩm của công ty để quảng bá kinh doanh. Chúng được sản xuất bằng cách đổ nhựa đúc acrylic vào khuôn. Cúp nhúng là những cúp acrylic có một vật phẩm nằm giữa khối nhựa. Nhiều vật liệu có thể được đặt vào trong: giấy, kim loại, tấm acetate, v.v... để tạo ra hiệu ứng của một vật phẩm lơ lửng trong khối cúp.
Những cúp này thường được làm từ Lucite, một nhãn hiệu acrylic được phát triển bởi DuPont. Ứng dụng đầu tiên của Lucite là làm kính chắn gió máy bay chiến đấu vào Thế chiến II. Sau chiến tranh, DuPont đã quảng bá các ứng dụng thương mại khác của Lucite, bao gồm sử dụng trong đèn, vòi bia, lược và trang sức. Nhờ tính linh hoạt, Lucite đã mở ra một loạt phương án thiết kế cho cúp và biểu trưng, mở đường cho sự cạnh tranh gay gắt giữa các ngân hàng đầu tư để có những sản phẩm sáng tạo và tinh vi nhất.
Cúp acrylic có thể được sản xuất thành nhiều hình dạng, màu sắc và kích cỡ. Các phong cách phổ biến nhất là hình chữ nhật trong suốt như bảng hiệu ngoài trời, hình ngôi sao, khối cầu và hình chóp. Chúng thường được khắc logo công ty và được cá nhân hóa tên của người nhận. Chúng cũng được sử dụng trong các lễ trao giải cho nhiều tổ chức.
Biểu trưng vinh danh là những chiếc cúp acrylic được sử dụng trong ngành tài chính để ghi nhận thành tích bán hàng. Biểu trưng vinh danh được sử dụng phổ biến nhất trong ngành tài chính, đặc biệt là giữa các ngân hàng đầu tư, như một phương tiện để tôn vinh các giao dịch thành công. Kể từ khi bắt đầu vào những năm 1970, biểu trưng vinh danh đã trở thành quy lệ trong ngành ngân hàng đầu tư, khi các giao dịch đa quốc gia hay xuyên biên giới ngày càng trở nên phổ biến, việc sử dụng acrylic trong quà tặng và danh hiệu quốc tế cũng ngày càng thịnh hành hơn.